# Les Monts-Ronds
Les Monts-Ronds es una comuna nueva francesa situada en el departamento de Doubs, de la región de Borgoña-Franco Condado.

## Historia
Fue creada el 1 de enero de 2022, en aplicación de una resolución del prefecto de Doubs de 22 de diciembre de 2021 con la unión de las comunas de Mérey-sous-Montrond y Villers-sous-Montrond, pasando a estar el ayuntamiento en la antigua comuna de Mérey-sous-Montrond.

## Demografía
Según los datos aportados en la resolución del prefecto de Doubs, la comuna se crea con 659 habitantes.

## Composición
| Comuna fusionada      | Código INSEE | Población (2018) | Superficie (km²) | Densidad (hab./km²) |
| --------------------- | ------------ | ---------------- | ---------------- | ------------------- |
| Mérey-sous-Montrond   | 25375        | 436              | 10.79            | 40                  |
| Villers-sous-Montrond | 25628        | 210              | 6.33             | 33                  |